# Micriscadia metachryseis
Micriscadia metachryseis är en fjärilsart som beskrevs av George Francis Hampson 1912. Micriscadia metachryseis ingår i släktet Micriscadia och familjen trågspinnare. Inga underarter finns listade i Catalogue of Life.